# Mari Okazaki
Pour les articles homonymes, voir Okazaki (homonymie).
おかざき 真里
Œuvres principales
Première œuvre : Marine
Autres ouvrages :
- Complément affectif

Mari Okazaki (おかざき 真里, Okazaki Mari) est une dessinatrice et scénariste de bande dessinée japonaise (mangaka). Elle est née le 15 juin 1967 à Ueda au Japon.

## Biographie
Née le 15 juin 1967 à Ueda, Mari Okazaki grandit dans le Kansai. Dès le lycée, elle participe à des concours de dessins organisés par différents magazines, ce qui lui permet d'acquérir expérience et argent en vue de son école de beaux-arts. Elle rejoint alors les Beaux-arts de Tama. Ayant obtenu son diplôme, elle commence sa carrière dans la publicité en tant que dessinatrice et conceptrice dans l'agence publicitaire Hakuhôdô.
Ayant été primé plusieurs fois par le magazine Fanroad de Rapport Comics, elle est contactée par la rédaction qui lui propose de faire une série manga. Mari Okazaki accepte l'offre. C'est ainsi qu'elle dessine son premier manga : Marine puis Tōchū kasō, tous deux publiés chez Rapport Comics. Mais c'est avec ses débuts dans le magazine Bouquet de la Shueisha en 1994 qu'elle envisage de passer professionnelle. Elle continue pendant quelques années à allier son travail à l'agence à sa carrière de mangaka puis finalement, en 2001, elle démissionne pour se consacrer pleinement à sa carrière de mangaka.